# Changeling (2008)

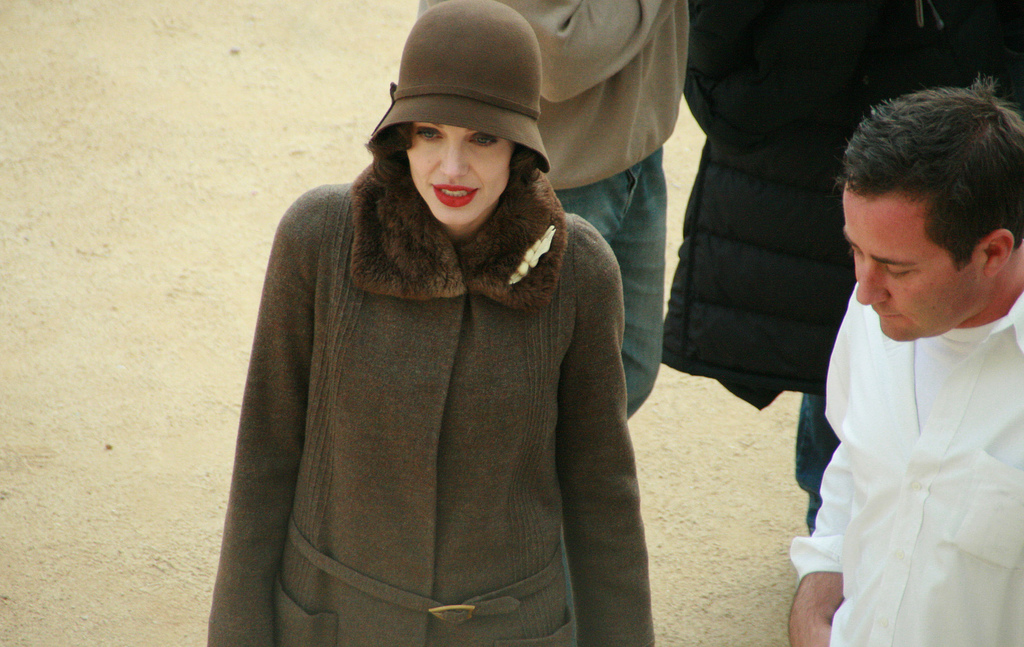
Angelina Jolie op de set van de film

Changeling is een Amerikaanse historische dramafilm uit 2008 geregisseerd door Clint Eastwood. Het scenario voor de film is geschreven door J. Michael Straczynski en blijft dichtbij de waarheid over ware gebeurtenissen uit 1928. De film onderzoekt thema's als kindermishandeling, vrouwelijke onmacht, politieke corruptie en mishandeling van patiënten met psychische problemen.
De film ontving in totaal drie Oscarnominaties, maar won er geen. Een van deze nominaties was voor hoofdrolspeelster Angelina Jolie, die hiervoor wel een Saturn Award en een Satellite Award won.

## Verhaal
Op 10 maart 1928 verdwijnt het negenjarige jongetje Walter uit zijn huis in de wijk Lincoln Heights van Los Angeles. Zijn alleenstaande moeder Christine Collins was aan het werk als chef in een telefooncentrale. Ze doet na haar ontdekking bij thuiskomst meteen aangifte bij de politie, maar deze wil nog niet komen, omdat er nog geen 24 uur voorbij zijn. De agent aan de telefoon vermoedt dat het jongetje 's morgens wel weer zal opduiken.
Vijf maanden lang blijft Walter zoek, waarbij de bevolking onder aanvoering van predikant Gustav Briegleb schande van de politie spreekt. Dan bezorgt de politie Collins een gevonden jongetje, maar zij beweert dat het haar zoon niet is. Het jongetje claimt niettemin wel degelijk Walter te zijn. Hoofdinspecteur J.J. Jones zegt dat de moeder in de war is en zet haar onder druk om de jongen op proef te accepteren. Hij laat Collins met haar 'teruggevonden zoon' poseren voor een krantenfoto bij een verhaal over het goede werk van de politie. Thuisgekomen blijkt het jongetje acht centimeter kleiner dan Walter was toen hij verdween, hij is minder beleefd, besneden, kent zijn lerares Mrs. Fox niet, weet niet wat zijn plaats is in de klas en heeft een ander gebit. De tandarts stelt vast dat hij een spleetje tussen zijn tanden mist dat de echte Walter wel heeft en dat dit niet onopspoorbaar verdwenen kan zijn. De politie wil niets van Collins' bewijzen weten en beschouwt de verdwijning als opgelost. Zij is radeloos, omdat de zoektocht naar haar echte zoon daarmee ophoudt.
De moeder volhardt en wordt geholpen door de presbyteriaanse Briegleb van de St. Paul Church. Hij probeert al tijden aan het licht te brengen dat de politie alleen maar bezig is met haar eigen imago en totaal niet met haar verplichtingen aan de burgers die zij moet beschermen. De priester probeert met kerkdiensten en radioshows de burgers wakker te schudden dat de manier van ordehandhaving in de stad niet langer getolereerd kan worden. De moeder wordt, nadat ze haar verhaal aan een krant vertelt als lastig ervaren en op bevel van Jones opgesloten in een psychiatrische instelling. Ze kan alleen bewijzen 'genezen' te zijn door een verklaring te ondertekenen dat de gevonden jongen wel degelijk haar zoon is, zij in de war was en de politie gelijk heeft. Ze weigert dit pertinent. In dit huis vindt ze sympathie bij medepatiënte Carol Dexter. Dexter vertelt dat nagenoeg iedereen in de kliniek er opgesloten zit voor zaken waarbij de politie in een kwaad daglicht wordt gezet. Zo werd zijzelf opgesloten door een gebeurtenis tijdens haar werk als prostituee. Een klant sloeg haar, waarna zij aangifte tegen hem deed. Maar de dader bleek een politieman, waardoor Dexter uit beeld diende te verdwijnen.
Op het punt dat Collins onder protest van de bevolking vrijgelaten dreigt te worden, pakt inspecteur Lester Ybarra de tiener Sanford Clark op. De jongen heeft de Canadese nationaliteit en verblijft illegaal in de Verenigde Staten, zodat hij uitgezet dient te worden. Clark wordt echter geplaagd door zijn ervaringen op de Amerikaanse boerderij waar Ybarra hem vond en vertelt de inspecteur hierover. Hij zegt gedwongen te zijn om op de boerderij te blijven door de eigenaar, Gordon Northcott. Northcott heeft in totaal twintig kinderen ontvoerd en daar vermoord. Clark zou hierbij soms het werk hebben moeten afmaken en de lijken hebben moeten begraven. Omdat hij niet in de hel wil komen, biecht Clark alles op. Clark vertelt ook dat er een aantal kinderen ontsnapt is. Als hij een aantal foto's van vermiste kinderen te zien krijgt, zegt hij dat Walter Collins een van de ontvoerde jongens was. Als de politie samen met Clark gaat kijken op de plek waar de kinderlijken begraven zouden zijn, worden hun stoffelijke overschotten daadwerkelijk gevonden.
Northcott wordt door toedoen van de zich pro bono aan Collins aanbiedende advocaat S.S. Hahn veroordeeld tot twee jaar isoleercel en daarna ophanging. Hij wil niet zeggen of hij Walter vermoord heeft. Ook als hij vlak voor zijn doodsvonnis de moeder uitnodigt om alles te vertellen, zwijgt hij als deze hem bezoekt.
Een aantal jaren later wordt een van de ontvoerde jongens heelhuids teruggevonden. Hij vertelt dat hij samen met twee anderen is ontsnapt, waarbij Walter hem geholpen heeft weg te komen toen hij vastzat in het hek. De jongen zegt dat Walter bij de ontsnappers hoorde, maar dat ze betrapt werden door Northcott. Die stapte in zijn auto en zette bewapend met een geweer de achtervolging in. De jongen zegt dat hij Walter nooit meer heeft gezien na die keer en weet niet of hij en de derde ontsnapper opnieuw gepakt werden of ook ontkwamen. Collins blijft jarenlang op zoek gaan naar haar zoon, zonder resultaat.

## Rolverdeling
- Angelina Jolie - Christine Collins
- Gattlin Griffith - Walter Collins
- Jeffrey Donovan: J.J. Jones
- Colm Feore: James. E. Davis
- John Malkovich: Gustav Briegleb
- Jason Butler Harner: Gordon Northcott
- Amy Ryan: Carol Dexter
- Michael Kelly: Lester Ybarra
- Devon Conti: Arthur Hutchins
- Eddie Alderson: Sanford Clark
- Gabriel Schwalenstocker: James Nesbitt
- Jason Ciok: Joshua Bell
- Kevin Glikmann: Orderly
- Geoff Pierson: S.S. Hahn
- Denis O'Hare: Dr. Jonathan Steele
- Riki Lindhome: onderzoekszuster